# Królewska Akademia Muzyczna (Szwecja)
Królewska Akademia Muzyczna (szw. Kungliga Musikaliska Akademien) – akademia muzyczna założona w 1771 przez Gustawa III (starsza niż literacka Akademia Szwedzka), z siedzibą w Sztokholmie. Jest instytucją niezależną, promującą rozwój muzyki i wiedzy o niej.

## Członkowie założyciele akademii
1. Axel Gabriel Leijonhufvud (1717–1789)
2. Adam Horn af Kanckas (1717–1778)
3. Carl Rudenschiöld (Rudeen przed akoladą w 1719) (1698–1783)
4. Nils Adam Bielke (1724–1792)
5. Patrick Alströmer (1733–1804)
6. Carl Jacob von Quanten (1734–1789)
7. Isaac Faggot (ok. 1700–1778)
8. Aron Gustaf Silfversparre (1727–1818)
9. Eric Skjöldebrand (Brander przed akoladą w 1767) (1722–1814)
10. Ferdinand Zellbell (1719–1780)
11. Eric Adolph Printzensköld (1718–1796)
12. Gabriel Olin (1728–1794)
13. Arvid Nils Stenbock (1738–1782)
14. Lars Samuel Lalin (1729–1785)
15. Magnus Adlerstam (Valtinson przed akoladą w 1767) (1717–1803)
16. Gabriel Kling (1719–1797)
17. Henrik Philip Johnsen (1717–1779)
18. Axel Kellman (1724–1790)
19. Pontus Fredrik de la Gardie (1726–1791)